# Torneo Olímpico Juvenil de Fútbol Sala
El fútbol sala es una disciplina en los Juegos Olímpicos de la Juventud donde participan selecciones juveniles en dos eventos: uno para hombres y otro para mujeres. Esta disciplina se juega desde 2018 tras una propuesta del COI y el acuerdo de todas las confederaciones. Es la primera vez que este deporte entra en una competición olímpica desde su creación en 1930.
Esta competición es reconocida por la FIFA y el COI, organizador del evento. Los atletas elegibles para este torneo deben tener entre 15 y 18 años en la fecha que se celebre los Juegos Olímpicos de la Juventud.

## Clasificación
Cada Comité Olímpico Nacional (CON) está limitado a la participación en un deporte de equipo (fútbol sala, balonmano de playa, hockey sobre césped y Rugby Sevens) por cada género, con la excepción del país anfitrión que puede ingresar a uno o dos equipos por deporte. También en Futsal, cada Comité puede ingresar un máximo de 10 atletas por ambos sexos. Para ser elegible para participar en los Juegos Olímpicos de la Juventud.

## Torneos

### Torneos masculinos
En estas tablas muestra los principales resultados de los torneos masculinos de fútbol sala de los Juegos Olímpicos de la Juventud. Para más información sobre un torneo en particular, véase la página especializada de ella en Detalles.
| Año          | Sede                    | Medalla de Oro | Resultado      | Medalla de Plata | Tercero lugar  | Final Resultado | Cuarto lugar   |
| ------------ | ----------------------- | -------------- | -------------- | ---------------- | -------------- | --------------- | -------------- |
| 2018 Detalle | Buenos Aires, Argentina | Brasil         | 4:1            | Rusia            | Egipto         | 5:4             | Argentina      |
| 2026 Detalle | Dakar, Senegal          | Por disputarse | Por disputarse | Por disputarse   | Por disputarse | Por disputarse  | Por disputarse |

### Torneos femeninos
En estas tablas muestra los principales resultados de los torneos femeninos de fútbol sala de los Juegos Olímpicos de la Juventud. Para más información sobre un torneo en particular, véase la página especializada de ella en Detalles.
| Año          | Sede                    | Medalla de Oro | Resultado      | Medalla de Plata | Tercero lugar  | Final Resultado | Cuarto lugar   |
| ------------ | ----------------------- | -------------- | -------------- | ---------------- | -------------- | --------------- | -------------- |
| 2018 Detalle | Buenos Aires, Argentina | Portugal       | 4:1            | Japón            | España         | 11:0            | Bolivia        |
| 2026 Detalle | Dakar, Senegal          | Por disputarse | Por disputarse | Por disputarse   | Por disputarse | Por disputarse  | Por disputarse |

## Resumen de medallas

### Tabla de medallas
| Núm. | País     | Oro | Plata | Bronce | Total |
| ---- | -------- | --- | ----- | ------ | ----- |
| 1    | Brasil   | 1   | 0     | 0      | 1     |
| 2    | Portugal | 1   | 0     | 0      | 1     |
| 3    | Rusia    | 0   | 1     | 0      | 1     |
| 4    | Japón    | 0   | 1     | 0      | 1     |
| 5    | Egipto   | 0   | 0     | 1      | 1     |
| 6    | España   | 0   | 0     | 1      | 1     |

### Medallistas
| Evento    | Oro      | Plata | Bronce |
| --------- | -------- | ----- | ------ |
| Masculino | Brasil   | Rusia | Egipto |
| Femenino  | Portugal | Japón | España |